# Okręg wyborczy nr 31 do Sejmu Polskiej Rzeczypospolitej Ludowej (1989–1991)
Okręg wyborczy nr 31 do Sejmu Polskiej Rzeczypospolitej Ludowej (1989–1991) obejmował Kępno oraz gminy Baranów, Bolesławiec, Bralin, Czajków, Czastary, Doruchów, Dziadowa Kłoda, Galewice, Grabów nad Prosną, Kobyla Góra, Kraszewice, Łęka Opatowska, Łubnice, Międzybórz, Mikstat, Ostrzeszów, Perzów, Rychtal, Sokolniki, Syców, Trzcinica i Wieruszów (województwo kaliskie). W ówczesnym kształcie został utworzony w 1989. Wybieranych było w nim 2 posłów w systemie większościowym.
Siedzibą okręgowej komisji wyborczej było Kępno.

## Wybory parlamentarne 1989

### Mandat nr 117 –Zjednoczone Stronnictwo Ludowe
| Kandydat | I tura | I tura | II tura | II tura |
| Kandydat | Głosów | %      | Głosów  | %       |
| --- | ------ | ------ | ------- | ------- |
| Andrzej Grzyb                                                                                                 | 10 517 | 17,08  | 17 170  | 52,49   |
| Karol Kotowski                                                                                                | 9246   | 15,02  | 13 435  | 41,07   |
| Kazimierz Szymański                                                                                           | 8222   | 13,36  | —       | —       |
| Tadeusz Owczarek                                                                                              | 6427   | 10,44  | —       | —       |
| Krystian Owczarek                                                                                             | 5986   | 9,72   | —       | —       |
| Liczba głosów ważnych: 61 563 (I tura) • 32 709 (II tura) Źródło: Państwowa Komisja Wyborcza I tura i II tura |        |        |         |         |

### Mandat nr 118 – bezpartyjny
| Kandydat                                                         | Głosów | %     |
| ---------------------------------------------------------------- | ------ | ----- |
| Bohdan Pilarski                                                  | 49 722 | 74,49 |
| Michał Pater                                                     | 6557   | 9,82  |
| Witold Gabryś                                                    | 4216   | 6,32  |
| Zbigniew Owczarski                                               | 3830   | 5,74  |
| Liczba głosów ważnych: 66 753 Źródło: Państwowa Komisja Wyborcza |        |       |